# 박계주
박계주(朴啓周, 1913년 7월 26일~1966년 4월 7일)는 대한민국의 소설가, 시조 시인이다.

## 생애
본관은 밀양(密陽)이며 만주 간도 룽징 출생이다.

## 작품

### 소설
- 《순애보》
- 《죄 없는 죄인》
- 《별아 내 가슴에》
- 《포화 속의 십자가》
- 《구원의 정화》
- 《5인의 해병》

## 대표작
대표작으로 장편 소설 《순애보》가 있는데 이 작품은 1987년 KBS 1TV에서 드라마화됐다.
또한 그의 1957년 원작 소설 《5인의 해병》 또한 1961년에 영화화되었다.

## 학력
- 만주 길림성 용정 구산소학교(邱山小學校) 수료 및 전퇴(1921년)
- 만주 길림성 용정 영신소학교(永新小學校) 졸업(1926년)
- 만주 길림성 용정중학교(龍井中學校) 졸업(1932년)